# Бунин, Николай Григорьевич
Николай Григорьевич Бунин (1834—1902) — русский писатель, автор сборника «Рассказы охотника».

## Биография
Сын винного пристава Г. Я. Бунина. В предисловии к своей книге «Рассказы охотника» (СПб., 1900) Бунин сообщает некоторые сведения о себе: «Уроженец средней полосы России, я вырос на раздольных степях Тамбовской и Воронежской губерний, в добром круге дружной семьи старинных псовых охотников… Долго я жил и много охотился в роскошной местности патриархальной Малороссии…». В 1875―1884 гг. служил в Новгородской губернии (в Валдае, Демянске, затем снова в Валдае) младшим, потом старшим помощником акцизного надзирателя. В Новгороде, в доме своего начальника М. А. Языкова, Бунин, по рассказам А. Н. Мошина, встречался с И. С. Тургеневым, Н. А. Некрасовым, М. Е. Салтыковым-Щедриным, Ф. М. Достоевским. Охотничьи рассказы Бунина с 1870-х гг. печатались в журнале «Природа и охота» Л. П. Сабанеева. Об одном из них ― «Старый знакомый» (1881) ― Тургенев в письме к Языкову, который посылал ему этот рассказ, писал, что прочёл рассказ Бунина «С истинным удовольствием». «Описание того далёкого края и людей весьма живо и характерно ― и не один во мне охотник, но и литератор остался вполне доволен». Бунин с любовью рисует природу, лес, повадки его обитателей. Живо написанные сцены охоты сочетаются с изображением быта поместного дворянства, чиновников и крестьян, хотя автор и не поднимает больших жизненных проблем. Лиризм и некоторая сентиментальность рассказов, в основе которых порой лежат драматические коллизии, уравновешиваются юмором. Рассказы Бунина 1880―1890-х гг. написаны в Витебской губернии (Малые Усвяты, Витебск, Полоцк). В сборник «Рассказы охотника» (2-е издание, СПб., 1910), изданный М. Н. Буниной, дочерью Бунина, вошло стихотворение «Дружеское послание» художника П. П. Соколова. Отдельно издан (в виде брошюры «Из забытой тетради», Тула, 1895) рассказ Бунина «Лука Иванович Долбняков и его Букетка».